# Kidariten

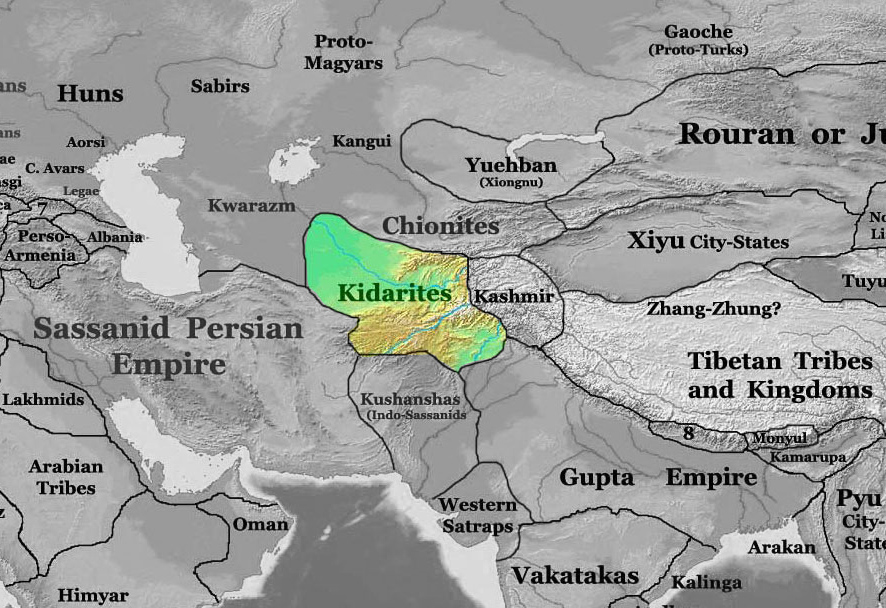
Kidariten (um 400)

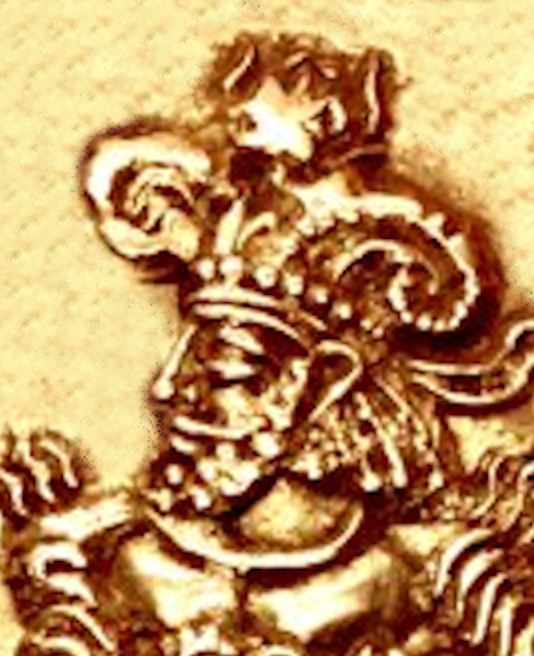
König Piroz mit Widderhörnern im Kopfschmuck (um 350)

Die Kidariten waren ein spätantiker zentralasiatischer Stammesverband zwischen 390 und ca. 467/77 n. Chr. Sie gelten als eine Gruppe der sogenannten Iranischen Hunnen, die sehr wahrscheinlich in keiner direkten Beziehung zu den Hunnen in Europa stand. Der Begriff „Iranische Hunnen“ geht auf die numismatischen Forschungen Robert Göbls (1919–1997) zurück. Göbl ging davon aus, dass auf die Kidariten die Alchon- und Nezak-Gruppen folgten (die durch Münzen bekannt sind); als letzte Gruppe folgten schließlich die Hephthaliten.

## Herkunft
Die ethnische Identität der Kidariten ist schwer zu klären. Aufgrund der Schilderung des spätantiken Geschichtsschreibers Priskos (der von „kidaritischen Hunnen“ berichtet) stellt die Forschung eine Verbindung zwischen den Chioniten und Kidariten her. „Kidariten“ ist wohl nur als dynastische Bezeichnung zu verstehen, die sich von dem Namen ihres Königs Kidara ableitet. In der neueren Forschung ist daher die These aufgestellt worden, dass Chioniten und Kidariten nicht zwei getrennte Gruppen waren, sondern dass vielmehr die Kidariten ein Clan der Chioniten waren bzw. von ihnen abstammten.

## Geschichte
Die Herrschaftszeit Kidaras, des Gründers der Dynastie, ist sehr umstritten. Aufgrund der Datierung verschiedener Münzfunde wird der Beginn seiner Regierungszeit in die Zeit um 390 angesetzt. In chinesischen Quellen aus dem frühen 5. Jahrhundert wird Kidara als Jiduoluo erwähnt. Priskos spricht wie erwähnt von „kidaritischen Hunnen“, die als Gegner des Sassanidenkönigs Yazdegerd II. auftraten. Ebenso existieren Münzfunde aus Gandhara in Nordindien, das im frühen 5. Jahrhundert von den Kidariten erobert worden war. Auf diesen taucht ebenfalls der Name „Kidara“ auf, der als eine zusätzliche Krone die von Yazdegerd II. trägt, was als Indiz dafür gewertet werden kann, dass er um 420/30 in Erscheinung trat; doch datieren die meisten Numismatiker Kidara in die Zeit um 390.
Die Chioniten waren um die Mitte des 4. Jahrhunderts kurzzeitig Verbündete des persischen Sassanidenreichs. Das Bündnis bestand nicht lange. Möglicherweise sind die Invasoren, gegen die der Sassanidenkönig Bahram V. im frühen 5. Jahrhundert kämpfte, mit den Kidariten zu identifizieren, wenngleich ihr Name in diesem Zusammenhang in den (wenigen) schriftlichen Quellen nicht auftaucht; eventuell handelte es sich noch um Chioniten. Die Goldmünzen der Kidariten sind an den Kuschana-Stil angelehnt und deuten darauf hin, dass sich die Kidariten selbst als direkte Nachfolger der Kuschana-Herrscher betrachteten, deren Reich von den „iranischen hunnischen“ Invasoren (zu denen wohl eben auch die Kidariten gehört zu haben scheinen) überrannt worden war.
Um die Mitte des 5. Jahrhunderts hatten die Kidariten mit anderen Gruppen der iranischen Hunnen zu kämpfen, zudem gerieten sie unter Druck durch die Sassaniden. Peroz I. schlug im Jahr 467 den Kidaritenkönig Kunkhas. Gleichzeitig verloren die Kidariten ihre Hauptstadt Balaam (möglicherweise identisch mit Balch). Ein kidaritisches Restreich konnte sich in Gandhara bis mindestens 477 halten (für dieses Jahr ist eine Gesandtschaft nach Nordchina belegt), bevor die Alchon sie dort vertrieben. 